# Melattur
Melattur là một thị xã panchayat của quận Thanjavur thuộc bang Tamil Nadu, Ấn Độ.

## Nhân khẩu
Theo điều tra dân số năm 2001 của Ấn Độ, Melattur có dân số 7815 người. Phái nam chiếm 50% tổng số dân và phái nữ chiếm 50%. Melattur có tỷ lệ 66% biết đọc biết viết, cao hơn tỷ lệ trung bình toàn quốc là 59,5%: tỷ lệ cho phái nam là 74%, và tỷ lệ cho phái nữ là 59%. Tại Melattur, 12% dân số nhỏ hơn 6 tuổi.